# گرومشین
گرومشین (به بلغاری: Gromshin) یک منطقهٔ مسکونی در بلغارستان است که در شهرستان بویچینوفتسی واقع شده‌است.